# Rock Creek (Minnesota)
Pour les articles homonymes, voir Rock Creek.
Rock Creek est une ville américaine située dans le Comté de Pine, dans le Minnesota. Selon le recensement de 2010, sa population est de 1 628 habitants.